# 陶格夫匹尔斯站
陶格夫匹尔斯站是拉脱维亚东南部城市陶格夫匹尔斯市的一个主要的火车站。
该站是一个重要的铁路枢纽，它是里加-陶格夫匹尔斯和陶格夫匹尔斯-英迪拉铁路线的终点站。从明斯克到里加的火车经过泡此站，这条铁路线最终可达维尔纽斯。
陶格夫匹尔斯交通服务提供包括车站在内的巴士和电车路线。

## 图集

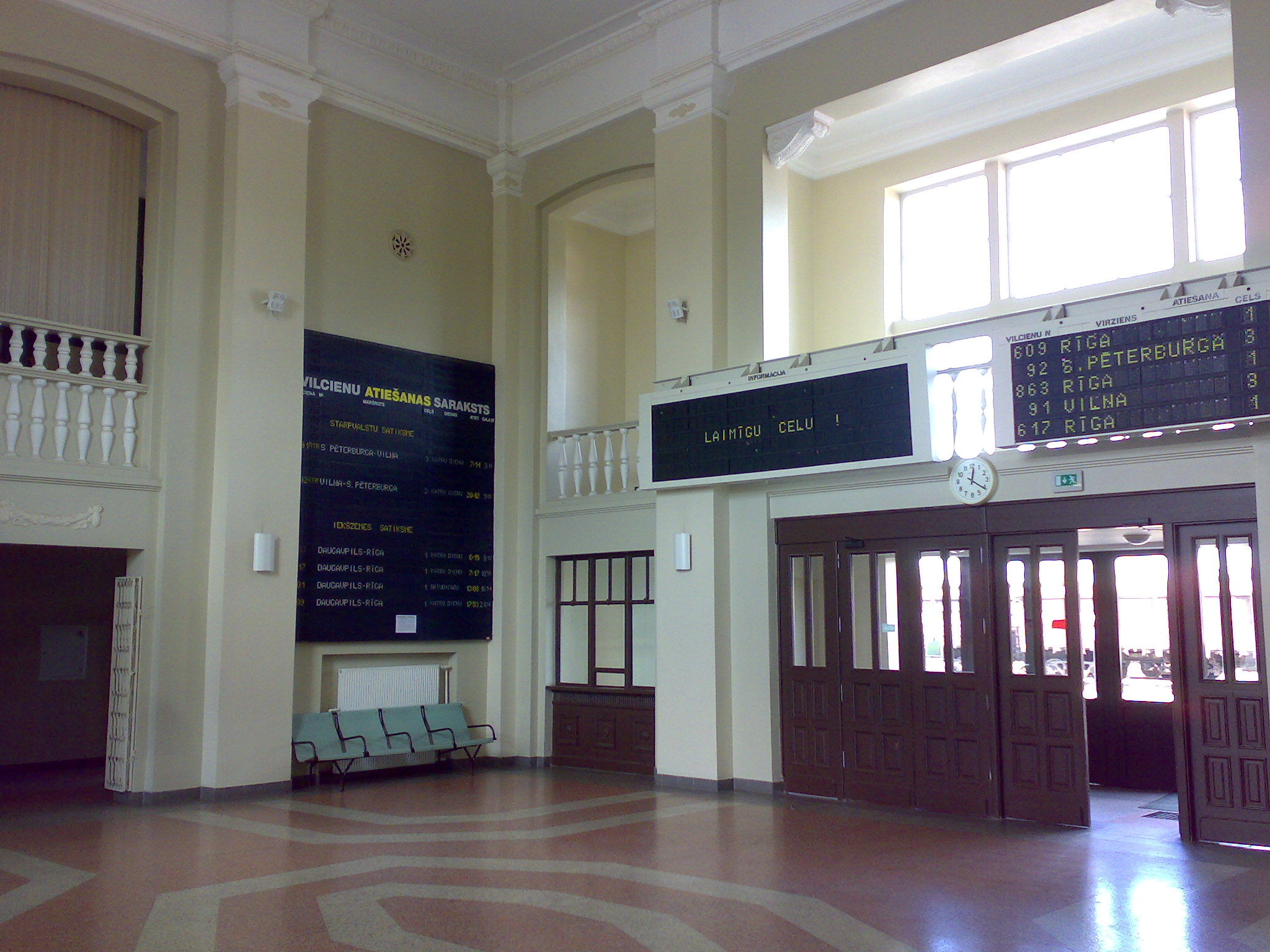
车站入口大厅
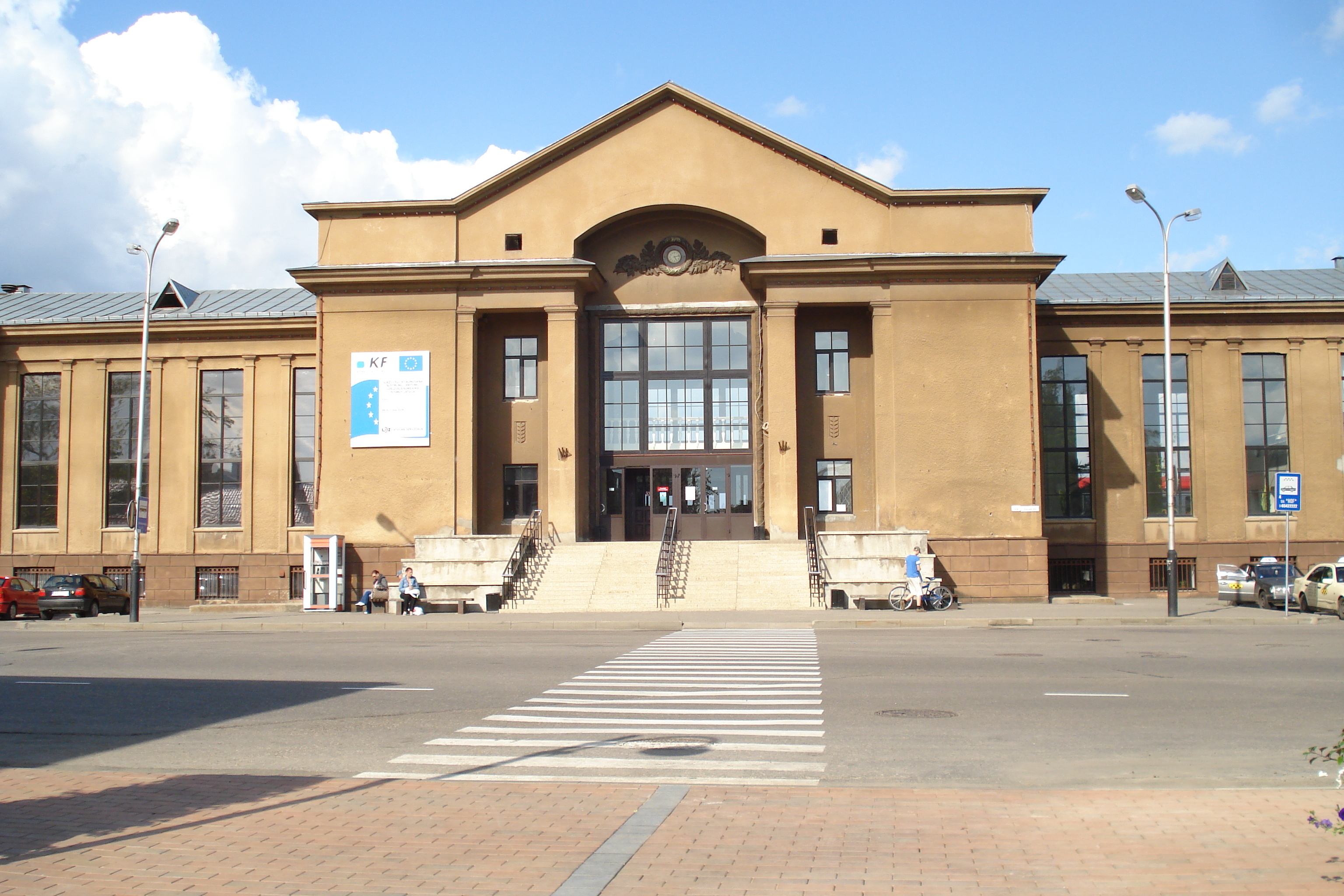
摄于2009年的车站街景
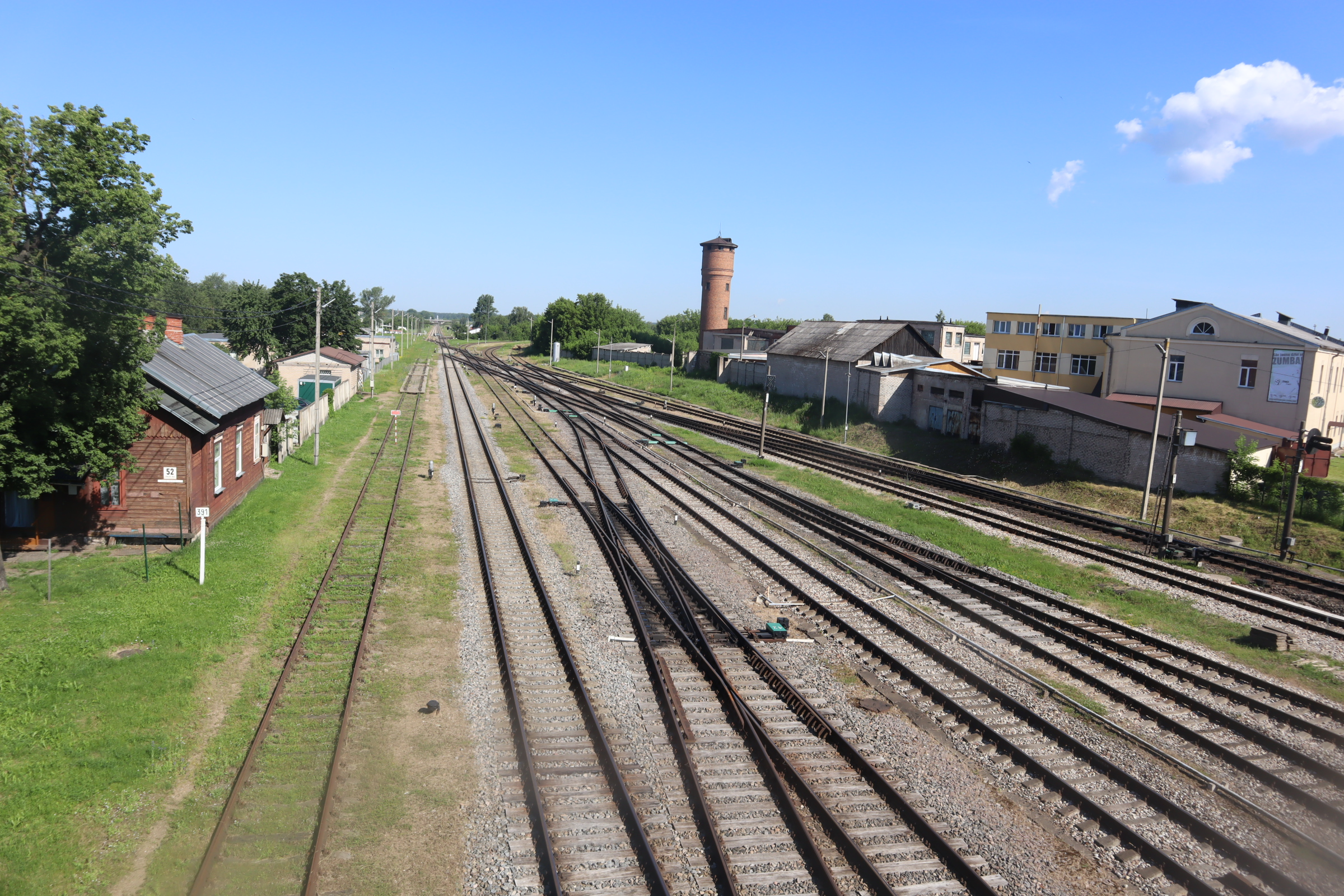
前往里加方向的铁轨
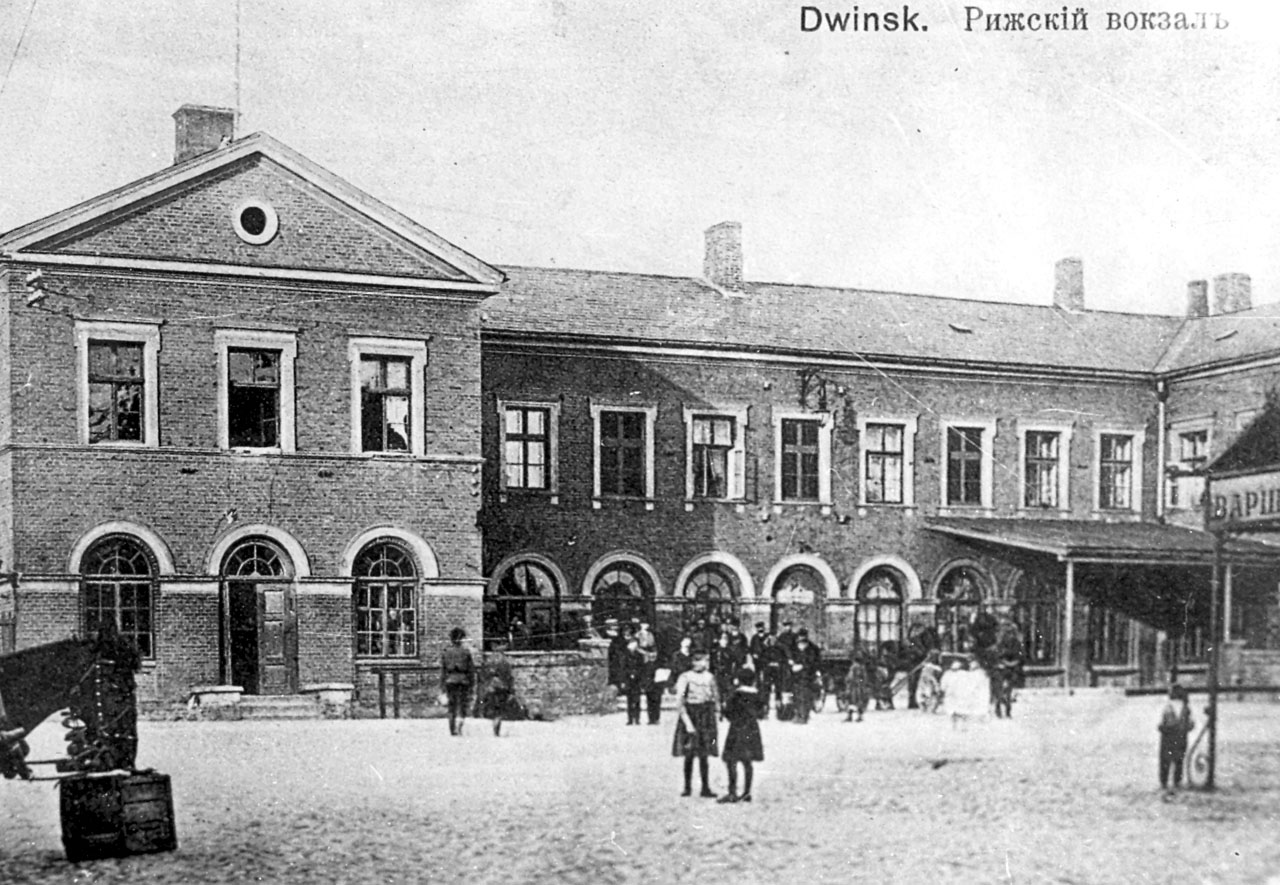
前车站大楼
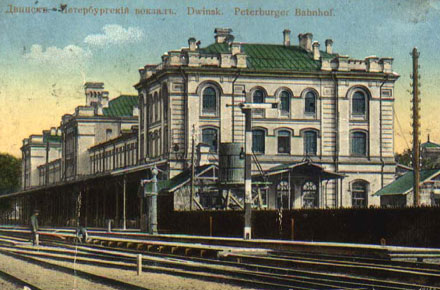
圣彼得堡-华沙铁路线（英语：Saint Petersburg–Warsaw railway）的车站